# Klaus-Peter Thiele
Klaus Peter-Thiele, né le 14 décembre 1940 à Meiningen et mort le 10 octobre 2011 à Berlin, est un acteur est-allemand.

## Filmographie non exhaustive
- 1961 : Les Aventures de Werner Holt (Die Abenteuer des Werner Holt) de Joachim Kunert (de)
- 1967 : Marketa Lazarova : Kristián (doublage vocal de Vlastimil Harapes)
- 1968 : Le Meurtre jamais prescrit (Der Mord, der nie verjährt) de Wolfgang Luderer (de)
- 1969 : Les Loups blancs (Weiße Wölfe) de Konrad Petzold
- 1976 : Homme contre homme (Mann gegen Mann) de Kurt Maetzig
- 1985 : La Victoire (Победа) d'Evgueni Matveev